# Минская фабрика-кухня
Минская фабрика-кухня (бел. Мінская фабрыка-кухня) — историческое здание первой половины XX века в Минске, памятник архитектуры (номер 712Г000239). Расположена по адресу: улица Свердлова, дом 2.

## История
Здание построено для размещения фабрики-кухни в 1934 году по проекту архитектора И. Е. Губерта и инженера Я. М. Краснощекова. Было неоднократно реконструировано после Великой Отечественной войны. При реконструкциях был частично изменён внешний вид, утрачена внутренняя планировка. По состоянию на 1980-е годы, в здании размещались Минская фабрика треста столовых, ресторан «Папараць-кветка», столовая № 1, диетическая столовая, бар. Реконструировано, в здании размещается офис частной фирмы.

## Архитектура
Двухэтажное кирпичное здание возведено в стиле конструктивизма. Форма в плане близка к Г-образной со сложным объёмом в угловой части. Входная группа размещена в полукруглом выступающем барабане, над которым размещён высокий фонарь меньшего радиуса, в котором находится лестничная клетка. Над объёмом ресторана размещён узкий третий этаж банкетного зала. Над окнами банкетного зала размещены козырьки на железобетонных консолях. Конструктивно здание основано на трёхпролётной сетке колонн и несущих верхних стенах. Перекрытия на первом этаже — из монолитного железобетона. В интерьерах залов ресторана и диетической столовой, разработанных в 1974—1977 гг. в институте «Белгипроторг» (архитекторы Л. Мельник, Г. Сысоев) использованы дерево, металл, декоративное стекло и другие отделочные материалы.

## Галерея
- На старых фотографиях
- 1930-е гг.
- 1930-е гг.
- Интерьер, 1940 г.